# Ядар (приток Дрины)
Ядар (серб. Јадар) — река в Сербии, один из основных правобережных притоков Дрины, протекает по территории Колубарского и Мачванского округов на западе страны.
Длина реки составляет 75 км. Площадь водосборного бассейна — 894 км². Крупнейший приток нижней Дрины.
Ядар начинается в горном массиве Влашич. Генеральным направлением течения реки является северо-запад, около устья смещается к северу. В нижнем течении выходит на аллювиальную равнину, где начинает извиваться, местами разветвляясь. Впадает в Дрину около Лешницы.